# City of Glenorchy
City of Glenorchy är en kommun i Australien. Den ligger i delstaten Tasmanien, i den sydöstra delen av landet, nära delstatshuvudstaden Hobart. Antalet invånare var 46 253 vid folkräkningen 2016.
Följande samhällen finns i Glenorchy:
- Glenorchy
- Claremont
- West Moonah
- Moonah
- Berriedale
- Granton
- Lutana
- Austins Ferry
- Goodwood
- Collinsvale